# Carex lagunensis
Carex lagunensis är en halvgräsart som beskrevs av Marcus Eugene Jones. Carex lagunensis ingår i släktet starrar, och familjen halvgräs. Inga underarter finns listade i Catalogue of Life.